# Molophilus (Molophilus) reduncus
Molophilus (Molophilus) reduncus is een tweevleugelige uit de familie steltmuggen (Limoniidae). De soort komt voor in het Australaziatisch gebied.